# Jakarta (film)
Jakarta (자카르타?) è un film del 2000 scritto e diretto da Jung Cho-shin.

## Trama
Tre bande criminali si ritrovano lo stesso giorno a commettere il medesimo colpo ai danni di una banca, seppur con metodologie differenti; i vari gruppi finiscono per intralciarsi a vicenda, tuttavia tra loro nasce il sospetto che siano stati effettivamente manipolati da un'ulteriore rapinatore, intenzionato ad impadronirsi dell'ingente somma.

## Distribuzione
In Corea del Sud la pellicola è stata distribuita a partire dal 30 dicembre 2000.